# Sporotrichosis
A sporotrichosis nevű betegséget a Sporothrix schenckii gomba okozza.
A betegség leggyakrabban a bőrt támadja meg, de ritkán átterjedhet a tüdőre, ízületekre, a csontokra és az agyra is. A betegséget a rózsák is terjeszthetik, ezért rózsakert-betegségnek is nevezik.
A S. schencki egy természetes talajlakó gomba ezért főleg a mezőgazdasági dolgozókat és a kertészeket támadja meg.
Kis szúrásokon és sebeken keresztül jut be a szervezetbe ahol fertőzést okozhat.
Ha a sporotrichosis légutakba kerül, a tüdőket is megtámadhatja.
A sporotrichosis macskákról is átkerülhet emberre, ezért az állatorvosok is veszélyeztetettek lehetnek.
A sporotrichosis lassan terjed, - az első tünetek a fertőzés kialakulása után 1-12 héttel jelentkezhetnek (átlag 3 hét).
A legyengült immunrendszerű betegekben súlyos szövődmények alakulhatnak ki.

## Formái és tünetei
- kután vagy bőr-sporotrichosis - A leggyakrabban előforduló forma. A bőrön sebek és dudorok jelennek meg, valamint a nyirokcsomókon is. Ha nem kezelik, a sebek megnőnek és kifakadnak és krónikus fekély alakulhat ki. A kután sporotrichosis általában az ujjakon a kézen és a karon jelentkezik.
- tüdő-sporotrichosis - A betegség ritkábbik formája; akkor alakul ki, ha a S. schenckii spóráit belégzik. A tünetek között produktív köhögés csomócskák a tüdőben fibrosis, és dagadt nyirokcsomók fordulnak elő. A tüdő-sporotrichosis-ban szenvedő betegekben tuberculosis és tüdőgyulladás alakulhat ki.
- disszeminált sporotrichosis - Ha a fertőzés a behatolás helyéről a szervezet más helyeire is átterjed, a betegség súlyos, disszeminált formája alakul ki. A fertőzés átterjedhet az ízületekre és a csontokra (osteoarticularis sporotrichosis) valamint a központi idegrendszerre is (sporotrichosis meningitis). - A disszeminált sporotrichosis tünetei: súlyvesztés, anorexia.

## Kezelés
A sporotrichosis kezelése a betegség súlyosságától és helyétől függ.
- orális kálium-jodid oldat – ismeretlen hatással gyógyítja a kután sporotrichosist.
- Itraconazole és fluconazole – az itraconazole sokkal hatékonyabb mint a fluconazole.
- intravénás Amphotericin B – súlyos mellékhatásai lehetnek. például láz, hányinger, hányás.

## Külső hivatkozások
- Sporotrichosis by Health in Plain English (with pictures)
- Sporotrichosis by Centers for Disease Control and Prevention (CDC)